# 武漢防衛軍 (日本軍)
武漢防衛軍（ぶかんぼうえいぐん）は、大日本帝国陸軍の軍の一つ。

## 沿革
1944年（昭和19年）4月、漢口の第11軍が湘桂作戦に参加することに伴い、これを代わって武漢三鎮地区の防衛強化と治安警備任務の遂行を目的として、同年5月9日に武漢防衛軍が編成された。
編成後、第11軍の任務を引き継ぎ、武漢三鎮地区の防衛と警備を担当した。同年7月3日に名称を第34軍に変更した。

## 軍概要

### 歴代司令官
- 佐野忠義 中将（陸士23期、陸大34期）：1944年（昭和19年）5月9日 - 1944年（昭和19年）7月5日

### 歴代参謀長
- 鏑木正隆 大佐（陸士32期、陸大42期）：1944年（昭和19年）5月9日 - 1944年（昭和19年）7月7日

### 最終司令部構成
- 司令官：佐野忠義 中将（陸士23期、陸大34期）
- 参謀長：鏑木正隆 大佐（陸士32期、陸大42期）
- 高級参謀：龍崎庄司 少佐→中佐（陸士43期、陸大49期） 
  - 参謀：日向幸夫 少佐（陸士49期、陸大56期）
- 高級副官：有坂光威 中佐（陸士31期）
- 兵器部高級部員：竹田隆久 技術少佐 ※兵器部長は欠員
- 経理部高級部員：稲富富之助 主計少佐 ※経理部長は欠員
- 軍医部高級部員：葛城雷次郎 軍医中佐 ※軍医部長は欠員
- 獣医部高級部員：岩瀧三郎 獣医中佐 ※獣医部長は欠員

### 最終所属部隊
- 第39師団
- 独立混成第17旅団
- 独立歩兵第5旅団
- 独立歩兵第7旅団
- 独立歩兵第11旅団
- 独立歩兵第12旅団